# Luis Muñoz Rivera
Luis Muñoz Rivera (Barranquitas, 17 luglio 1859 – Luquillo, 15 novembre 1916) è stato un poeta, giornalista e politico portoricano.
Si distinse per i suoi ideali indipendentisti e per aver portato avanti il movimento autonomo portoricano iniziato da Román Baldorioty de Castro. Nel 1897, Muñoz Rivera e altri indipendentisti persuasero il governo liberale spagnolo a riconoscere e accettare lo Statuto per l'autonomia di Porto Rico.

## Poesie
- Retamas
- Tropicales
- Horas de Fiebre
- El paso del déspota
- Minha terra
- Cuba rebelde
- A cualquier compatriota
- Las campanas
- Turba multa
- Alea jacta est
- Judas
- El general
- Abismos
- Patriota
- Himno
- Parias
- Poemas Liricos